# Шевченко Надія Дмитрівна
Наді́я Дми́трівна Шевче́нко (* 1921—1997) — українська вчителька, заслужений вчитель УРСР, відмінник народної освіти УРСР.

## З життєпису
Народилася 1921 року в селі Кривоносівка (Золотоніський район, Черкаська область). Від 1950 року проживала в Іванкові.
Депутат ВР УРСР 7-8-го скликань (1967—1975 роки).
Заслужений вчитель УРСР, відмінник народної освіти УРСР. Відзначена ювілейною медаллю «За доблесну працю», медаллю Макаренка, почесною грамотою Київського обласного відділу освіти.